# Strix nivicolum
Hù Himalaya là một loài cú thuộc Họ Cú mèo. Trước kia nó được xem là một phân loài của hù nicovi. Phân bố trong các khu rừng ở Himalaya và Đài Loan.